# Общ съд на ЕС
Общият съд на ЕС (на английски General Court, на френски Tribunal) е съставна част на Съда на Европейския съюз. Седалището му се намира в Люксембург, създаден е 1989 г. Той е независима институция, която има собствен регистър и процедурен правилник. Идеята при създаването на Общия съд е да улесни задачата на Съда на ЕС, получавайки част от задълженията му. Преди влизането в сила на Договора от Лисабон на 1 декември 2009 година наименованието на този съд е Първоинстанционен съд.

## Компетенции
Общият съд разглежда спорове, в които права на европейските граждани или държава членка на ЕС не са спазени или дадената европейска институция не е изпълнила задълженията си. Жалбите биват изпратени до Съда на Европейския съюз. Общият съд е независим съд, но той е прикрепен към Съда на Европейския съюз. Общият съд е компетентен да разглежда:
- Жалби, подадени от физически лица или юридически лица, за отмяна на актове на институциите, на органите, службите или агенциите на Европейския съюз, на които тези лица са адресати или които ги засягат пряко и лично (става дума, например, за жалба, подадена от предприятие срещу решение на Европейската комисия, с което му се налага глоба), както и срещу подзаконови актове, които ги засягат пряко и които не включват мерки за изпълнение, както и жалби, подадени от същите лица, за да се установи липсата на произнасяне от тези институции, органи, служби или агенции;
- Жалби, подадени от държавите членки срещу Комисията;
- Жалби, подадени от държавите членки срещу Съвета, относно актове, приети в областта на държавните помощи, на мерките за търговска защита („дъмпинг") и актове, с които той упражнява изпълнителни правомощия;
- Искове за поправяне на вреди, причинени от институциите или от органите, службите и агенциите на Европейския съюз и неговите служители;
- Искове, основаващи се на сключени от Европейския съюз договори, които предвиждат изрично компетентността на Общия съд;
- Жалби в областта на интелектуалната собственост, подадени срещу Службата за хармонизация във вътрешния пазар (марки, дизайни и модели) и срещу Службата на Общността за сортовете растения;
- Жалби само по правни въпроси срещу решения на Съда на публичната служба.
- Жалби срещу решения на Европейската агенция по химикали.

Решенията на Общия съд могат да бъдат обжалвани пред Съда в срок от два месеца, но само по правни въпроси.

## Състав
Общият съд се състои от по двама съдии от всяка държава членка. Съдиите се назначават по общото съгласие от правителствата на държавите членки след консултация с комитет, който дава становище относно годността на кандидатите да изпълняват функциите на съдия. Мандатът им е от шест години с възможност за подновяване. Съдиите избират един от тях за председател за срок от три години. Съдиите назначават секретар с шестгодишен мандат. Съдиите упражняват функциите си при пълна безпристрастност и независимост. За разлика от Съда, Общият съд не разполага с постоянни генерални адвокати. В извънредни случаи тази функция може да бъде възложена на съдия. Общият съд заседава в състави от петима или трима съдии, а в някои случаи делото се възлага за еднолично решаване от съдия. Общият съд може да заседава също в голям състав (тринадесет съдии) или в пленум (максимален брой), когато това се налага от правната сложност или значението на делото. Повече от 80% от делата, заведени пред него, се разглеждат в състав от трима съдии. Председателите на петчленните състави се избират между съдиите за срок от три години. Общият съд разполага със собствен секретариат, но използва службите на Съда на ЕС за другите си административни и езикови нужди. 

### Списък на президентите
| Начало            | Край              | Име                      |
| ----------------- | ----------------- | ------------------------ |
| 25 септември 1989 | 18 септември 1995 | Хосе Луис Да Круз Вилака |
| 18 септември 1995 | 4 март 1998       | Антонио Саджио           |
| 4 март 1998       | 17 септември 2007 | Бо Вестердорф            |
| 17 септемяри 2007 | 26 септември 2019 | Марк Яегер               |
| 27 септември 2019 | действащ          | Марк ван де Воуде        |

### Съдии
| Име                                     | Държава            | Избран | Край на текущия мандат |
| --------------------------------------- | ------------------ | ------ | ---------------------- |
| Марк Яегер (Председател)                | Люксембург         | 1996   | 2016                   |
| Хейки Каннинен (Заместник-председател)  | Финландия          | 2009   | 2016                   |
| Мария Евгения Мартинс де Назаре Рибейро | Португалия         | 2003   | 2016                   |
| Саввас С. Папасвас                      | Кипър              | 2004   | 2016                   |
| Миро Прек                               | Словения           | 2006   | 2019                   |
| Алфред Дитрих                           | Германия           | 2007   | 2019                   |
| Стен Фримод Нилсен                      | Дания              | 2007   | 2016                   |
| Марк ван дер Воуде                      | Холандия           | 2010   | 2016                   |
| Димитриос Гратсиас                      | Гърция             | 2010   | 2016                   |
| Гидо Берардис                           | Италия             | 2012   | 2019                   |
| Николас Джеймс Форууд                   | Обединено Кралство | 1999   | 2019                   |
| Франклин Деус                           | Белгия             | 2003   | 2016                   |
| Ото Цуц                                 | Унгария            | 2004   | 2019                   |
| Ирена Визниевска-Биалека                | Полша              | 2004   | 2016                   |
| Ирена Пеликанова                        | Чехия              | 2004   | 2019                   |
| Ингрида Лабука                          | Латвия             | 2006   | 2019                   |
| Юрай Шварц                              | Словакия           | 2009   | 2016                   |
| Андрей Попеску                          | Румъния            | 2010   | 2016                   |
| Марияна Кънчева                         | България           | 2011   | 2019                   |
| Юджийн Бътигийг                         | Малта              | 2012   | 2019                   |
| Карл Веттер                             | Швеция             | 2013   | 2019                   |
| Весна Томлиенович                       | Хърватия           | 2013   | 2019                   |
| Едидиюс Биелюнас                        | Литва              | 2013   | 2019                   |
| Виктор Кройшищ                          | Австрия            | 2013   | 2016                   |
| Антъни Майкъл Колинс                    | Ирландия           | 2013   | 2019                   |
| Игнацио Южоа Рубио                      | Испания            | 2013   | 2019                   |
| Стефан Гервасони                        | Франция            | 2013   | 2019                   |
| Лаури Мадис                             | Естония            | 2013   | 2016                   |
| Емануел Кулон (Секретар)                | Франция            | 2005   | 2017                   |

## Процедура
Общият съд има свой процедурен правилник. Образуваните пред него дела се разглеждат по реда на едно и също производство, с изключение на някои особености, характерни за жалбите в областта на интелектуалната собственост и производствата по обжалване. По принцип производството включва писмена и устна фаза. Производството започва с изготвяне на искова молба или жалба от адвокат или от представител и изпращането ѝ до секретариата. Основните елементи на исковата молба или жалбата се публикуват в известие в Официален вестник на Европейския съюз на всички официални езици на Европейския съюз. Секретарят връчва исковата молба или жалбата на ответната страна, като тя разполага със срок, в който да представи писмена защита. По принцип ищецът или жалбоподателят има възможност да представи писмена реплика в определен срок, на която ответната страна може да отговори с писмена дуплика. Всяко лице, което има правен интерес от разрешаването на висящ пред Общия съд спор, както и държавите членки и институциите на Съюза могат да встъпят в производството. Встъпилата страна представя писмено становище в подкрепа на исканията или срещу исканията на една от страните, на което впоследствие страните могат да отговорят. В определени случаи встъпилата страна може да представи писменото си становище в хода на устната фаза на производството.
По време на устната фаза се провежда открито съдебно заседание. В хода на това заседание съдиите могат да задават въпроси на представителите на страните. Съдията докладчик обобщава в доклад за съдебното заседание фактическите твърдения, доводите на всяка страна и ако е необходимо, на встъпилите страни. Този документ се предоставя на разположение на обществеността на езика на производството. След това съдиите провеждат разисквания въз основа на проекта за решение, изготвен от съдията докладчик, и решението се обявява в открито заседание. Производството пред Общия съд е безплатно. От друга страна, той не поема разходите за адвоката, имащ право да практикува пред юрисдикция на държава членка, който трябва да представлява страните. Същевременно физическо лице, което не разполага със средства да заплати разходите по делото, може да подаде молба за предоставяне на правна помощ.